# Persone di nome Harry/Attori
| Questa pagina contiene informazioni ricavate automaticamente dalle voci biografiche con l'ausilio del template Bio e di un bot. L'aggiornamento è periodico e automatico e ricostruisce completamente la pagina. Se manca una persona in questa lista, sei pregato di non aggiungerla, ma accertati piuttosto che la sua voce biografica contenga il template Bio e che i dati anagrafici siano correttamente compilati. Se il template Bio manca, inseriscilo tu stesso o, in alternativa, metti l'avviso {{tmp\|Bio}} che ne segnala la mancanza. Se i dati riportati sono sbagliati, correggi direttamente la voce biografica; le modifiche saranno visibili in questa lista entro pochi giorni. Per chiarimenti vedi il progetto antroponimi. La lista contiene solo le 78 persone che sono citate nell'enciclopedia e per le quali è stato implementato correttamente il template Bio. Pagina aggiornata al 16 ott 2024. |

Questa è una lista di persone presenti nell'enciclopedia che hanno il nome Harry e sono attori.

## A(3)
- Harry Anderson, attore e cabarettista statunitense (Newport, n. 1952 - Asheville, † 2018)
- Harry Andrews, attore britannico (Tonbridge, n. 1911 - Salehurst, † 1989)
- Harry Antrim, attore statunitense (Chicago, n. 1884 - Los Angeles, † 1967)

## B(5)
- Harry Bannister, attore statunitense (Holland, n. 1889 - New York, † 1961)
- Harry Bartell, attore statunitense (New Orleans, n. 1913 - Ashland, † 2004)
- Harry Benham, attore statunitense (Valparaiso, n. 1884 - Sarasota, † 1969)
- H. Jon Benjamin, attore, doppiatore e comico statunitense (Worcester, n. 1966)
- Harry Morgan, attore e regista statunitense (Detroit, n. 1915 - Brentwood, † 2011)

## C(5)
- Harry Carey Jr., attore statunitense (Saugus, n. 1921 - Santa Barbara, † 2012)
- Harry Carey, attore, regista e sceneggiatore statunitense (New York, n. 1878 - Los Angeles, † 1947)
- Harry Collett, attore britannico (n. 2004)
- Harry Cook, attore australiano (Croydon, n. 1991)
- Harry Cording, attore britannico (n. 1891 - † 1954)

## D(3)
- Harry Davenport, attore e regista statunitense (New York, n. 1866 - Los Angeles, † 1949)
- Harry De Vere, attore statunitense (New York, n. 1870 - Los Angeles, † 1923)
- Harry Dunkinson, attore statunitense (New York, n. 1876 - † 1936)

## E(2)
- Harry Earles, attore statunitense (Stolpen, n. 1902 - Sarasota, † 1985)
- Harry Eden, attore britannico (Harlow, n. 1990)

## F(4)
- Harry Fielder, attore britannico (Londra, n. 1940 - † 2021)
- Harry Fox, attore e ballerino statunitense (Pomona, n. 1882 - Woodland Hills, † 1959)
- Harry Fragson, attore, cantante e compositore inglese (Soho, n. 1869 - Parigi, † 1913)
- Harry Frank, attore tedesco (Berlino, n. 1896 - Berlino, † 1947)

## G(4)
- Harry Goaz, attore statunitense (Texas, n. 1960)
- Harry Goz, attore e doppiatore statunitense (Saint Louis, n. 1932 - Manhasset, † 2003)
- Harry Gribbon, attore statunitense (New York, n. 1885 - Los Angeles, † 1961)
- Harry Groener, attore statunitense (Augusta, n. 1951)

## H(9)
- Harry Hadden-Paton, attore britannico (Londra, n. 1981)
- Harry Halm, attore tedesco (Berlino, n. 1902 - Monaco di Baviera, † 1980)
- Harry Hamlin, attore statunitense (Pasadena, n. 1951)
- Harry Hardt, attore austriaco (Pola, n. 1899 - Vienna, † 1980)
- Harry Harvey, attore statunitense (Indian Territory, n. 1901 - Sylmar, † 1985)
- Harry Hasso, attore, direttore della fotografia e regista tedesco (Frankenthal, n. 1904 - Helsingborg, † 1984)
- Harry Holman, attore statunitense (Conway, n. 1862 - Hollywood, † 1947)
- Russell Hopton, attore e regista statunitense (New York, n. 1900 - North Hollywood, † 1945)
- Harry Hyde, attore statunitense

## J(1)
- Harald Juhnke, attore, doppiatore e cantante tedesco (Berlino, n. 1929 - Rüdersdorf bei Berlin, † 2005)

## K(1)
- Harry Knowles, attore statunitense (n. 1878 - Kansas City, † 1936)

## L(8)
- Harry Landers, attore statunitense (New York, n. 1921 - † 2017)
- Harry Langdon, attore, regista e produttore cinematografico statunitense (Council Bluffs, n. 1884 - Los Angeles, † 1944)
- Harry Lauter, attore statunitense (White Plains, n. 1914 - Ojai, † 1990)
- Harry Lawtey, attore britannico (Oxford, n. 1996)
- Harry Lennix, attore statunitense (Chicago, n. 1964)
- Harry Liedtke, attore tedesco (Königsberg, n. 1882 - Bad Saarow, † 1945)
- Harry Lloyd, attore britannico (Londra, n. 1983)
- Harry Lonsdale, attore inglese (Worcester, n. 1865 - Derby, † 1923)

## M(8)
- Harry Mainhall, attore, regista e sceneggiatore statunitense (Oakland, n. 1887 - New York, † 1931)
- Harry McCoy, attore, sceneggiatore e regista statunitense (Filadelfia, n. 1893 - Hollywood, † 1943)
- Harry McNaughton, attore inglese (Surbiton, n. 1896 - Amityville, † 1967)
- Harry Melling, attore britannico (Londra, n. 1989)
- Harry Mestayer, attore statunitense (New York, n. 1876 - New York, † 1958)
- Harry F. Millarde, attore e regista statunitense (Cincinnati, n. 1885 - New York, † 1931)
- Harry T. Morey, attore e regista statunitense (Charlotte, n. 1873 - New York, † 1936)
- Harry Myers, attore, regista e sceneggiatore statunitense (New Haven, n. 1882 - Hollywood, † 1938)

## N(3)
- Harry Newell, attore statunitense (Londra, n. 1991)
- Harry Northrup, attore francese (Parigi, n. 1875 - Los Angeles, † 1936)
- Harry Northup, attore e poeta statunitense (Amarillo, n. 1940)

## P(2)
- Harry Pilcer, attore, danzatore e coreografo statunitense (New York, n. 1885 - Cannes, † 1961)
- Harry A. Pollard, attore, regista cinematografico e sceneggiatore statunitense (Republic City, n. 1879 - Pasadena, † 1934)

## R(3)
- Harry L. Rattenberry, attore statunitense (Sacramento, n. 1857 - Hollywood, † 1925)
- Harry Richardson, attore australiano (Sydney, n. 1993)
- Harry Rickards, attore e impresario teatrale britannico (Londra, n. 1843 - † 1911)

## S(7)
- Harry Secombe, attore e cantante britannico (Swansea, n. 1921 - Guildford, † 2001)
- Harry Shannon, attore statunitense (Saginaw, n. 1890 - Hollywood, † 1964)
- Harry Shearer, attore, comico e doppiatore statunitense (Los Angeles, n. 1943)
- Harry Standjofski, attore e doppiatore canadese (Montréal, n. 1959)
- Harry Dean Stanton, attore statunitense (Irvine, n. 1926 - Los Angeles, † 2017)
- Harry Stockwell, attore e cantante statunitense (Kansas City, n. 1902 - New York, † 1984)
- Harry Sweet, attore, regista e sceneggiatore statunitense (Colorado, n. 1901 - Big Bear, † 1933)

## T(4)
- Harry Taylor, attore britannico
- Harry Todd, attore statunitense (Allegheny, n. 1863 - Glendale, † 1935)
- Harry Townes, attore statunitense (Huntsville, n. 1914 - Huntsville, † 2001)
- Harry Treadaway, attore britannico (Exeter, n. 1984)

## V(2)
- Harry Van Gorkum, attore britannico (Londra)
- Harry von Meter, attore statunitense (Malta Bend, n. 1871 - Los Angeles, † 1956)

## W(3)
- Harry Waters Jr., attore e cantante statunitense (Denver, n. 1953)
- Henry Wilcoxon, attore dominicense (Dominica, n. 1905 - Los Angeles, † 1984)
- Harry Wilson, attore britannico (Londra, n. 1897 - Woodland Hills, † 1978)

## Z(1)
- Harry Baer, attore tedesco (Biberach an der Riß, n. 1947)